# Avua Besouro
Avua Besouro é um single lançado pelo rapper Emicida, em 2010, composto pelo próprio e produzido por Felipe Vassão. É o primeiro single da nova mixtape do cantor, chamada Emicídio.